# Kostel Nejsvětějšího Spasitele (Dolní Životice)
Kostel Nejsvětějšího Spasitele je dvoulodní kostel nacházející se v obci Dolní Životice v okrese Opava, východně od místního zámku.

## Historie a popis
Dvoulodní budova s hranolovou věží umístěnou na západní straně byla navržena architektem Ludwigem Schneiderem, postavena byla v letech 1907–1908 opavskou firmou Kern & Blum a financována hraběcí rodinou Razumovských, kteří zde mají v kostele vlastní kryptu. Budova v sobě kombinuje několik stavebních slohů. Lze tu nalézt prvky historismu, eklekticismu, baroka nebo románského slohu.
Interiér kostela je vyzdoben dekorativní výmalbou s ornamenty, gryfy a arabeskami. Dřevěný oltář, který je umístěn na západní straně kostela, je vyřezán ve slohu gotickém. Ve věži je umístěn zvon „Panna Marie“, vážící 390 kg.
Kostel byl vysvěcen 19. září 1908 ThDr. Františkem Bauerem. Od 28. března 1990 je zapsán na seznamu kulturních památek ČR. Roku 2000 proběhla celková rekonstrukce kostela, která zahrnovala opravu střechy, hrobky Razumovských, restauraci vitráží a fresek a v neposlední řadě také opravu elektroinstalace a fasády.